# Ricardo Gardner
Ricardo Gardner (ur. 25 września 1978 w Saint Andrew Parish) – piłkarz jamajski grający na pozycji lewego pomocnika lub obrońcy. Nosi przydomek "Bibi".

## Kariera klubowa
Gardner urodził się w mieście Saint Andrew Parish, jednak karierę piłkarską rozpoczął w stolicy kraju Kingston. Styczność z futbolem rozpoczął w drużynie szkolnej Wolmer's Boys' High School, a następnie podjął treningi w zespole Harbour View. W wieku 14 lat zadebiutował w jamajskiej Premier League. Jedyny sukces z tym klubem osiągnął w 1998 roku, kiedy sięgnął po Puchar Jamajki.
Latem 1998 Gardner wyjechał do Wielkiej Brytanii, a 17 sierpnia podpisał kontrakt z zespołem Division One, Boltonem Wanderers. Kierownictwo klubu zapłaciło za niego milion funtów. 8 września Jamajczyk zadebiutował w lidze w wygranym 3:2 wyjazdowym spotkaniu z West Bromwich Albion. Wszedł na boisko jako rezerwowy i zdobył gola. W swoim pierwszym sezonie w Anglii zaliczył 30 spotkań i zdobył 2 gole oraz miał pewne miejsce w podstawowym składzie. Pod koniec sezonu 1999/2000 doznał kontuzji więzadeł krzyżowych i do gry wrócił w sezonie 2000/2001. Wtedy też przyczynił się do awansu Boltonu do Premier League. Przez kolejne lata stał się etatowym graczem lewej flanki zespołu, a w 2004 roku dotarł z nim do finału Pucharu Ligi Angielskiej, jednak "Kłusaki" przegrały w nim 1:2 z Middlesbrough F.C. W sezonie 2004/2005 Ricardo zadebiutował w europejskich pucharach, a konkretnie w Pucharze UEFA, w którym grał także w sezonie 2006/2007. Wcześniej w tym samym sezonie doznał kontuzji kolana, która wyeliminowała go z gry na pół roku. W 2008 roku pomógł Boltonowi w utrzymanu się w Premiership.
| Sezon   | Klub             | Kraj    | Rozgrywki      | Mecze | Bramki |
| ------- | ---------------- | ------- | -------------- | ----- | ------ |
| 1994/95 | Harbour View     | Jamajka | Premier League | ?     | ?      |
| 1995/96 | Harbour View     | Jamajka | Premier League | ?     | ?      |
| 1996/97 | Harbour View     | Jamajka | Premier League | ?     | ?      |
| 1997/98 | Harbour View     | Jamajka | Premier League | ?     | ?      |
| 1998/99 | Bolton Wanderers | Anglia  | Division One   | 30    | 5      |
| 1999/00 | Bolton Wanderers | Anglia  | Division One   | 29    | 5      |
| 2000/01 | Bolton Wanderers | Anglia  | Division One   | 32    | 3      |
| 2001/02 | Bolton Wanderers | Anglia  | Premier League | 31    | 3      |
| 2002/03 | Bolton Wanderers | Anglia  | Premier League | 32    | 2      |
| 2003/04 | Bolton Wanderers | Anglia  | Premier League | 22    | 0      |
| 2004/05 | Bolton Wanderers | Anglia  | Premier League | 33    | 0      |
| 2005/06 | Bolton Wanderers | Anglia  | Premier League | 30    | 0      |
| 2006/07 | Bolton Wanderers | Anglia  | Premier League | 18    | 0      |
| 2007/08 | Bolton Wanderers | Anglia  | Premier League | 26    | 0      |
| 2008/09 | Bolton Wanderers | Anglia  | Premier League | 29    | 4      |
| 2009/10 | Bolton Wanderers | Anglia  | Premier League | 21    | 1      |
| 2010/11 | Bolton Wanderers | Anglia  | Premier League |       |        |

## Kariera reprezentacyjna
W reprezentacji Jamajki Gardner zadebiutował w 1997 roku. W 1998 roku został powołany przez selekcjonera René Simõesa do kadry na Mistrzostwa Świata we Francji. Tam zagrał we wszystkich trzech spotkaniach "Reggae Boyz": przegranych 1:3 z Chorwacją i 0:5 z Argentyną oraz wygranym 2:1 z Japonią. Od czasu debiutu jest podstawowym zawodnikiem kadry narodowej.